# Macrolobium herrerae
Macrolobium herrerae là một loài thực vật có hoa trong họ Đậu. Loài này được Zarucchi miêu tả khoa học đầu tiên.